# Martin Čulen
Martin Čulen (31. května 1823 Brodské – 24. ledna 1894 Čaka) byl slovenský pedagog a matematik.

## Životopis
Studoval na gymnáziích ve Skalici a v Bratislavě, filozofické ročníky absolvoval v Trnavě a teologii na Pázmáneu ve Vídni, kde založil slovanskou knihovnu. Během revoluce v roce 1848 na něj byl vydán zatykač. Uprchl do Prahy, kde se zúčastnil Slovanského sjezdu.
Svou dráhu začal jako kaplan v Majcichově a ve Velkých Levárech, brzy se však stal středoškolským učitelem. Působil na gymnáziích v Banské Bystrici (1851–1856, jako profesor matematicky a fyziky), Bratislavě (1856–1859), jako ředitel v Satu Mare (Rumunsko, 1859–1861) a ve stejné funkci opět v Banské Bystrici (1862–1867). Roku 1867 po obvinění z panslavismu ho přeložili do Levoče a o rok později penzionovali. V té době už pracoval na přípravách otevření slovenského gymnázia v Klášteře pod Znievom, sestavil jeho moderní učební plán a během existence školy v letech 1869–1874 byl jejím ředitelem. Po násilném zavření gymnázia působil jako farář v Čace. Byl aktivním účastníkem slovenského národního hnutí, spoluzakladatelem Matice slovenské, členem jejího připravovaného matematicko-přírodovědného vědeckého oboru. Zemřel 24. ledna 1894 v Čace. Zde je vedle římskokatolické fary pamětní busta.

## Dílo
Kromě svých publicistických aktivit byl autorem dvou matematických učebnic. První vydal ještě v češtině (Vídeň, 1854), druhá však vešla do dějin jako první slovenská středoškolská učebnice matematiky s názvem: Počtoveda čili arithmetika pre I., II. a III. triedu nižšieho gymnasia, pre nižšie reálky a obecný život (Banská Bystrica 1866, tiskem Fr. X. Škarnicla Synov. v Skalici). Předlohou Čulenova díl byly učebnice F. Močnika, mimořádně rozšířené v celé monarchii.